# Isla de Borizo
La Isla de Borizo (Islla Borizu, Islla / Isla de Amielles) es una isla española que se sitúa en la costa de Celorio (Asturias), cuenta con 2,8 hectáreas. Es una isla muy recortada y fragosa en la que el mar ha creado hondas ensenadas y grutas. Sólo tiene vegetación herbácea y carece de construcciones.
- Datos: Q3395792